# عسل حیدری
عسل حیدری (زاده ۳۰ شهریور ۱۳۷۰) بازیکن راست دست هاکی روی یخ اهل ایران است.
حیدری عضو تیم هاکی فرمانیه و فوروارد تیم ملی هاکی روی یخ بانوان ایران است. وی در مسابقات هاکی روی یخ بانوان قهرمانی آسیا و اقیانوسیه ۲۰۲۳ به مدال تیمی نقره دست یافت. حیدری در این بازی‌ها در هر ۶ مسابقه به میدان رفت.